# Enzo Faulbaum
Enzo Alejandro Faulbaum Solari (né le 23 janvier 1998) est un athlète chilien, spécialiste du sprint.

## Carrière
Il remporte le titre du relais 4 × 400 m lors des Championnats ibéro-américains 2018 à Trujillo.
Le 26 avril 2019, il établit son record personnel sur 200 m en 20 s 90 (0,0) à Cochabamba (Bolivie).